# Makoto Segawa
Makoto Segawa (瀬川 誠 Segawa Makoto?,  nacido el 26 de noviembre de 1974 en Miyagi) es un exfutbolista japonés. Jugaba de delantero y su último club fue el Vegalta Sendai de Japón.

## Trayectoria

### Clubes
| Club             | País  | Año         |
| ---------------- | ----- | ----------- |
| Yokohama Flügels | Japón | 1993 - 1994 |
| Fukushima FC     | Japón | 1996 - 1997 |
| Vegalta Sendai   | Japón | 1998 - 2001 |

## Palmarés

### Títulos nacionales
| Título             | Club             | País  | Año  |
| ------------------ | ---------------- | ----- | ---- |
| Copa del Emperador | Yokohama Flügels | Japón | 1993 |